# Saison 2 de Saving Grace
 (décembre 2016).
Si vous disposez d'ouvrages ou d'articles de référence ou si vous connaissez des sites web de qualité traitant du thème abordé ici, merci de compléter l'article en donnant les références utiles à sa vérifiabilité et en les liant à la section « Notes et références ».
Chronologie
Saison 1 Saison 3
Cet article présente le guide des épisodes de la deuxième saison de la série télévisée américaine Saving Grace.

## Épisode 1:La Fin du cauchemar
- États-Unis : 14 juillet 2008 sur TNT
- France : 31 octobre 2009 sur TF6
- Suisse : 22 novembre 2009 sur TSR1
- Belgique :  sur RTL-TVI
- Québec : 16 mars 2010 sur Séries+

- États-Unis : 5,15 millions de téléspectateurs  (première diffusion)

## Épisode 2:À la recherche de Karen
- États-Unis : 21 juillet 2008 sur TNT
- France : 31 octobre 2009 sur TF6
- Suisse : 22 novembre 2009 sur TSR1
- Belgique :  sur RTL-TVI
- Québec : 23 mars 2010 sur Séries+

- États-Unis : 4,57 millions de téléspectateurs  (première diffusion)

## Épisode 3:Un homme est mort
- États-Unis : 28 juillet 2008 sur TNT
- France : 7 novembre 2009 sur TF6
- Suisse : 29 novembre 2009 sur TSR1
- Belgique :  sur RTL-TVI
- Québec : 30 mars 2010 sur Séries+

- États-Unis : 4,31 millions de téléspectateurs  (première diffusion)

## Épisode 4:Les Explorers
- États-Unis : 4 août 2008 sur TNT
- France : 7 novembre 2009 sur TF6
- Suisse : 29 novembre 2009 sur TSR1
- Belgique :  sur RTL-TVI
- Québec : 6 avril 2010 sur Séries+

- États-Unis : 4,03 millions de téléspectateurs  (première diffusion)

## Épisode 5:Connie
- États-Unis : 11 août 2008 sur TNT
- France : 14 novembre 2009 sur TF6
- Suisse : 6 décembre 2009 sur TSR1
- Belgique :  sur RTL-TVI
- Québec : 13 avril 2010 sur Séries+

- États-Unis : 3,92 millions de téléspectateurs  (première diffusion)

## Épisode 6:La Princesse indienne
- États-Unis : 18 août 2008 sur TNT
- France : 14 novembre 2009 sur TF6
- Suisse : 6 décembre 2009 sur TSR1
- Belgique :  sur RTL-TVI
- Québec : 20 avril 2010 sur Séries+

- États-Unis : 3,77 millions de téléspectateurs  (première diffusion)

## Épisode 7:Rosie
- États-Unis : 25 août 2008 sur TNT
- France : 21 novembre 2009 sur TF6
- Suisse : 13 décembre 2009 sur TSR1
- Belgique :  sur RTL-TVI
- Québec : 27 avril 2010 sur Séries+

- États-Unis : 3,71 millions de téléspectateurs  (première diffusion)

## Épisode 8:L'Âme d'un flic
- États-Unis : 2 mars 2009 sur TNT
- France : 21 novembre 2009 sur TF6
- Suisse : 13 décembre 2009 sur TSR1
- Belgique :  sur RTL-TVI
- Québec : 4 mai 2010 sur Séries+

- États-Unis : 3,64 millions de téléspectateurs  (première diffusion)

## Épisode 9:La Deuxième Chance
- États-Unis : 9 mars 2009 sur TNT
- France : 28 novembre 2009 sur TF6
- Suisse : 20 décembre 2009 sur TSR1
- Belgique :  sur RTL-TVI
- Québec : 11 mai 2010 sur Séries+

- États-Unis : 3,86 millions de téléspectateurs  (première diffusion)

## Épisode 10:Le Petit Dealer
- États-Unis : 16 mars 2009 sur TNT
- France : 28 novembre 2009 sur TF6
- Suisse : 20 décembre 2009 sur TSR1
- Belgique :  sur RTL-TVI
- Québec : 18 mai 2010 sur Séries+

- États-Unis : 3,93 millions de téléspectateurs  (première diffusion)

## Épisode 11:Les Vivants
- États-Unis : 23 mars 2009 sur TNT
- France : 5 décembre 2009 sur TF6
- Suisse : 27 décembre 2009 sur TSR1
- Belgique :  sur RTL-TVI
- Québec : 25 mai 2010 sur Séries+

- États-Unis : 3,74 millions de téléspectateurs  (première diffusion)

## Épisode 12:Amour mortel
- États-Unis : 30 mars 2009 sur TNT
- France : 5 décembre 2009 sur TF6
- Suisse : 27 décembre 2009 sur TSR1
- Belgique :  sur RTL-TVI
- Québec : 1er juin 2010 sur Séries+

- États-Unis : 3,75 millions de téléspectateurs  (première diffusion)

## Épisode 13:Compte à rebours
- États-Unis : 6 avril 2009 sur TNT
- France : 12 décembre 2009 sur TF6
- Suisse : 3 janvier 2010 sur TSR1
- Belgique :  sur RTL-TVI
- Québec : 8 juin 2010 sur Séries+

- États-Unis : 3,76 millions de téléspectateurs  (première diffusion)

## Épisode 14:Le Pouvoir des anges
- États-Unis : 13 avril 2009 sur TNT
- France : 12 décembre 2009 sur TF6
- Suisse : 3 janvier 2010 sur TSR1
- Belgique :  sur RTL-TVI
- Québec : 15 juin 2010 sur Séries+

- États-Unis : 3,87 millions de téléspectateurs  (première diffusion)